# Nieścierowicze (obwód miński)
Nieścierowicze, Nestorowicze (biał. Несцеравічы, Niescierawiczy; ros. Нестеровичи, Niestierowiczi) – wieś na Białorusi, w obwodzie mińskim, w rejonie stołpeckim, w sielsowiecie Naliboki.

## Warunki naturalne
Nieścierowicze położone są na obrzeżach Puszczy Nalibockiej i w pobliżu Nalibockiego Rezerwatu Krajobrazowego.

## Historia
W XIX i w początkach XX w. położone były w Rosji, w guberni wileńskiej, w powiecie oszmiańskim, w gminie Naliboki. Własność Radziwiłłów, później Wittgensteinów.
W dwudziestoleciu międzywojennym leżały w Polsce, w województwie nowogródzkim, w powiecie stołpeckim, w gminie Naliboki. W 1921 miejscowość liczyła 462 mieszkańców, zamieszkałych w 86 budynkach, w tym 450 Polaków i 12 Białorusinów. 459 mieszkańców było wyznania rzymskokatolickiego, 2 mojżeszowego i 1 prawosławnego.
W 1943 w ramach operacji Hermann wieś została spacyfikowana i zniszczona przez Niemców.
Po II wojnie światowej w granicach Związku Sowieckiego. Od 1991 w niepodległej Białorusi.